# Predialista
Predialista (z lat. praedium = majetek, hospodářství) byl příslušník specifické privilegované skupiny uherské šlechty v období středověku a raného novověku.
Z právního hlediska patřili k nižší uherské šlechtě. Vznik se datuje do 13. století v souvislosti s povinností velmožů a prelátů vydržovat si vlastní vojenské oddíly. Predialisté byli hlavně ve vojenské službě u velmožů a vysokých církevních hodnostářů (prelátů), kteří jim za tuto službu přidělovali část alodiální (dědičné) půdy. Vlastnictví tohoto majetku byla vázána na výkon vojenské nebo jiné dohodnuté služby.
Predialisté byli zpravidla osvobozeni od všech veřejných daní a dávek. Spory predialistů neřešily šlechtické soudy, protože podléhali vlastní soudní instituci. Predialisté tvořili původně početnou šlechtickou skupinu, která od poloviny 16. století začala klesat. V raném novověku výsada držet si predialisty zůstala jen některým prelátům. V Uhrách pouze arcibiskupovi ostřihomskému, biskupovi a kapitule rábské a arciopatovi benediktinského arciopatství svatomartinského a v Chorvatsku záhřebskému biskupovi. Zánik prediastů byl na přelomu 18. a 19. století.
Jako specifickou společenskou vrstvu zrušil císař František Josef I. patentem z 3. února 1855. Predialisté po zaplacení výkupného se stali majiteli svých praedií (statků).